# Giải vô địch bóng đá U-18 Đông Nam Á 2003
Giải vô địch bóng đá U-18 Đông Nam Á 2003 được tổ chức từ ngày 7 tháng 6 đến ngày 18 tháng 6 năm 2003 và đã được đồng tổ chức bởi Myanmar và Việt Nam. Đây là giải đầu tiên được tổ chức dành cho lứa tuổi này.

## Các quốc gia tham dự
- Campuchia
- Indonesia
- Lào
- Malaysia
- Myanmar
- Philippines
- Singapore
- Thái Lan
- Việt Nam

## Giải đấu

### Vòng bảng

#### Bảng A
- Tất cả các trận đấu được diễn ra ở Yangon, Myanmar
- Tất cả thời gian là giờ chuẩn Myanmar (MST) - UTC+6:30

| Đội tuyển | ST | T | H | B | BT | BB | HS  | Đ |
| --------- | -- | - | - | - | -- | -- | --- | - |
| Myanmar   | 3  | 2 | 1 | 0 | 14 | 3  | +11 | 7 |
| Singapore | 3  | 2 | 1 | 0 | 6  | 3  | +3  | 7 |
| Thái Lan  | 3  | 1 | 0 | 2 | 6  | 7  | −1  | 3 |
| Lào       | 3  | 0 | 0 | 3 | 1  | 14 | −13 | 0 |

| Lào | 0 – 3 | Thái Lan                                        |
| --- | ----- | ----------------------------------------------- |
|     |       | Jakrit Inthapho 35', 88' · Chakrit Buathong 78' |

| Singapore        | 1 – 1 | Myanmar       |
| ---------------- | ----- | ------------- |
| Fazrul Nawaz 61' |       | Tun Min Oo 1' |

| Thái Lan            | 1 – 2 | Singapore                                |
| ------------------- | ----- | ---------------------------------------- |
| Pondpisut Pue-On 9' |       | Mohd Firdaus 51' · Mohd Khairul Amri 60' |

| Myanmar                                                                            | 8 – 0 | Lào |
| ---------------------------------------------------------------------------------- | ----- | --- |
| Tun Min Oo 1', 34', 47' · Bo Bo Aung 5', 9' · Kyaw Zin Win ?', ?' · Tun Tun Win ?' |       |     |

| Thái Lan            | 2 – 5 | Myanmar |
| ------------------- | ----- | ------- |
| Pondpisut Pue-On 9' |       |         |

| Lào                     | 1 – 3 | Singapore                                                  |
| ----------------------- | ----- | ---------------------------------------------------------- |
| Soulikhan Phanthaya 47' |       | Mohd Khairul 10' · Mohd Shafuan 55' · Mohammad Nurhadi 57' |

#### Bảng B
- Tất cả các trận đấu được diễn ra tại Trung tâm thể thao Thành Long ở Thành phố Hồ Chí Minh, Việt Nam
- Tất cả thời gian là giờ Đông Dương (ICT) - UTC+7

| Đội tuyển   | ST | T | H | B | BT | BB | HS  | Đ  |
| ----------- | -- | - | - | - | -- | -- | --- | -- |
| Malaysia    | 4  | 4 | 0 | 0 | 14 | 2  | +12 | 12 |
| Việt Nam    | 4  | 3 | 0 | 1 | 15 | 3  | +12 | 9  |
| Indonesia   | 4  | 2 | 0 | 2 | 3  | 6  | −3  | 6  |
| Campuchia   | 4  | 1 | 0 | 3 | 3  | 9  | −6  | 3  |
| Philippines | 4  | 0 | 0 | 4 | 1  | 16 | −15 | 0  |

| Campuchia | 0 – 1 | Indonesia              |
| --------- | ----- | ---------------------- |
|           |       | Putut Waringin Jati 2' |

| Việt Nam            | 1 – 2 | Malaysia       |
| ------------------- | ----- | -------------- |
| Phan Thanh Bình 86' |       | Idlan 69', 70' |

| Philippines                                     | 1 – 6 | Việt Nam |
| ----------------------------------------------- | ----- | --- |
| Meliton Pelayo 45' · Jason Mortillero hiệp hai' |       | Nguyễn Trần Minh Hiếu 4' · Phan Thanh Bình 5' · Nguyễn Xuân Thành 31' · Trần Hồng Quân 64' · Lê Xuân Hợp 75' · Nguyễn Anh Đức 88' |

| Malaysia                                                                   | 3 – 0 | Campuchia |
| -------------------------------------------------------------------------- | ----- | --------- |
| Norshahrul Idlan Talaha 36' · Mohd Hafiz Sobri 46' · Fitri Omar ?' (ph.đ.) |       |           |

| Indonesia               | 1 – 0 | Philippines |
| ----------------------- | ----- | ----------- |
| Putut Waringin Jati 63' |       |             |

| Malaysia                                                            | 3 – 1 | Indonesia               |
| ------------------------------------------------------------------- | ----- | ----------------------- |
| Norshahrul Idlan 31' · Choi Woh Seng 47' · Mohd Hafiz Sobri Omar ?' |       | Putut Waringin Jati 36' |

| Việt Nam                                                                                  | 5 – 0 | Campuchia |
| ----------------------------------------------------------------------------------------- | ----- | --------- |
| Phan Thanh Bình 48' · Nguyễn Vũ Phong 50', 57' · Nguyễn Anh Đức 75' · Đoàn Việt Cường 86' |       |           |

| Indonesia | 0 – 3 | Việt Nam                                      |
| --------- | ----- | --------------------------------------------- |
|           |       | Phan Thanh Bình 9', 60' · Nguyễn Vũ Phong 62' |

| Philippines | 0 – 6 | Malaysia |
| ----------- | ----- | --- |
|             |       | Norshahrul Idlan 19' (ph.đ.), 37', 45' · Arman Esteban 27' (l.n.) · Firdaus Yusoff 80' · Mohd Nurul Azwan 90' |

| Campuchia                                         | 3 – 0 | Philippines |
| ------------------------------------------------- | ----- | ----------- |
| Youerm Naran 18' · Tong Sotto 27' · Hao Sopha 86' |       |             |

### Vòng đấu loại trực tiếp
- Tất cả các trận đấu được diễn ra ở Yangon, Myanmar
- Tất cả thời gian là giờ chuẩn Myanmar (MST) - UTC+6:30

#### Bán kết
| Myanmar                           | 2 – 0 | Việt Nam |
| --------------------------------- | ----- | -------- |
| Kyaw Zin Win 73' · Bo Bo Aung 80' |       |          |

| Malaysia                       | 2 – 0 | Singapore |
| ------------------------------ | ----- | --------- |
| Mohd Hafiz Sobri Omar 41', 64' |       |           |

#### Tranh hạng ba
| Singapore         | 1 – 1 | Việt Nam            |
| ----------------- | ----- | ------------------- |
| Fazrul Nawaz 9'   |       | Phan Thanh Bình 32' |
| Loạt sút luân lưu |       |                     |
|                   | 5 – 4 |                     |

#### Chung kết
| Myanmar                                                  | 4 – 0 | Malaysia |
| -------------------------------------------------------- | ----- | -------- |
| Kyaw Zin Win 20' · Myo Min Tun 43', 71' · Tun Min Oo 62' |       |          |

## Vô địch
| Vô địch giải vô địch bóng đá U-18 Đông Nam Á 2003 |
| ------------------------------------------------- |
| · Myanmar · Lần thứ nhất                          |